# Донсеврен
Донсеврен (фр. Dompcevrin) насеље је и општина у североисточној Француској у региону Лорена, у департману Меза која припада префектури Комерси.
По подацима из 2011. године у општини је живело 322 становника, а густина насељености је износила 29,46 становника/km². Општина се простире на површини од 10,93 km². Налази се на средњој надморској висини од 241 метар (максималној 358 m, а минималној 212 m).

## Демографија
| 1962. | 1968. | 1975. | 1982. | 1990. | 1999. | 2011. |
| ----- | ----- | ----- | ----- | ----- | ----- | ----- |
| 318   | 381   | 343   | 387   | 380   | 362   | 322   |

График промене броја становника у току последњих година